# CD66d
Carcinoembryonic antigen-related cell adhesion molecule 3 (synonym CEACAM3, CD66d, CGM1) ist ein Oberflächenprotein und Zelladhäsionsmolekül aus der Immunglobulin-Superfamilie.

## Eigenschaften
CD66d ist eines von zwölf Vertretern der CEACAM. Es wird in mehreren Isoformen gebildet, von denen das am häufigsten gebildete CGM1a nur in Granulozyten vorkommen. CD66d ist glykosyliert und phosphoryliert.